# Principe della Corona di Thailandia
Il titolo di principe della Corona di Thailandia (in thailandese สยามมกุฎราชกุมาร, Sayam makut ratchakuman), è il titolo del principe ereditario del regno di Thailandia dopo la nomina da parte del padre, re di Thailandia e capo della Casa Reale (odiernamente la dinastia Chakri), come erede al trono secondo la linea di successione al trono di Thailandia.

Stendardo del principe della Corona di Thailandia dal 1897 al 1910.

Il titolo fu creato da Rama V nel 1886 per suo figlio il principe Maha Vajirunhis, figlio maggiore di una moglie reale, la regina Savang Vadhana. Prima della creazione di questo titolo, il trono siamese non aveva una legge o un sistema formale che regolasse la successione al trono. Nel 1688 il re di Ayutthaya Phetracha creò il titolo di Palazzo Davanti, che dal periodo del regno di Rattanakosin era diventato il titolo principale concesso all'erede presuntivo al trono. Tuttavia solo pochi Palazzi Davanti sono riusciti ad accedere al trono in questo modo, con l'eccezione del sovrano Rama II nel 1809. Dopo la crisi del Palazzo Davanti del 1875, il titolo fu abolito e sostituito con l'odierno titolo di principe della Corona ma sempre come titolo di eredità presuntiva.
Nel 1924 il Rama VI promulgò la legge di successione del palazzo del 1924 per regolamentare legislativamente la successione; questa legge escludeva essenzialmente le donne, i figli di mogli comuni o di mogli straniere, al trono, e riaffermava la primogenitura agnatica o patrilinearità, o la successione attraverso la linea maschile per anzianità. Questa legge riguardava anche le persone che potevano diventare principe della Corona. Dalla sua creazione, tre principi sono stati elevati dal sovrano a questo rango, e due sono poi saliti al trono.

## Principi della Corona di Thailandia
Dalla sua creazione solo tre principi sono stati elevati a questo titolo, e di questi solamente due sono arrivati al trono:
| Principi della Corona di Thailandia | Principi della Corona di Thailandia | Principi della Corona di Thailandia | Principi della Corona di Thailandia | Principi della Corona di Thailandia | Principi della Corona di Thailandia | Principi della Corona di Thailandia             |
| Immagine                            | Nome                                | Relazione col monarca               | Madre                               | Data di nascita                     | Elevazione al titolo                | Cessazione del titolo                           |
| ----------------------------------- | ----------------------------------- | ----------------------------------- | ----------------------------------- | ----------------------------------- | ----------------------------------- | ----------------------------------------------- |
|                                     | Maha Vajirunhis                     | Figlio maggiore del sovrano Rama V  | Regina Savang Vadhana               | 27 giugno 1878                      | 14 gennaio 1886                     | 4 gennaio 1895 (morte)                          |
|                                     | Vajiravudh (Rama VI)                | Figlio maggiore del sovrano Rama V  | Regina Saovabha Phongsri            | 1 gennaio 1881                      | 4 gennaio 1895                      | 23 ottobre 1910 (incoronazione come re Rama VI) |
|                                     | Maha Vajiralongkorn (Rama X)        | Figlio maggiore del sovrano Rama IX | Regina Sirikit                      | 28 luglio 1952                      | 28 dicembre 1972                    | 13 ottobre 2016 (incoronazione come re Rama X)  |

## Eredi o eredi presuntivi alla Corona di Thailandia
Elenco di eredi apparenti ed eredi presuntivi dal 1886:
| Eredi al trono          | Eredi al trono               | Eredi al trono                       | Eredi al trono              | Eredi al trono                  | Eredi al trono              | Eredi al trono                                         | Eredi al trono                                                    | Eredi al trono |
| Erede                   | Status                       | Relazione col Monarca                | Data di elevazione ad erede | Data di elevazione ad erede     | Data di cessazione ad erede | Data di cessazione ad erede                            | Successivo in linea di successione (relazione)                    | Monarca        |
| Erede                   | Status                       | Relazione col Monarca                | Data                        | Motivo                          | Data                        | Motivo                                                 | Successivo in linea di successione (relazione)                    | Monarca        |
| ----------------------- | ---------------------------- | ------------------------------------ | --------------------------- | ------------------------------- | --------------------------- | ------------------------------------------------------ | ----------------------------------------------------------------- | -------------- |
| Vajirunhis              | Principe della Corona        | Figlio maggiore                      | 14 gennaio 1886             | New creation                    | 4 gennaio 1895              | Morte                                                  | Vajiravudh, fratellastro                                          | Rama V         |
| Vajiravudh              | Principe della Corona        | Figlio                               | 4 gennaio 1895              | Morte del fratellastro          | 23 ottobre 1910             | Morte del padre, incoronazione come Rama VI            | Chakrabongse Bhuvanath, fratello                                  | Rama V         |
| Chakrabongse Bhuvanath  | Principe Fratello            | Fratello                             | 23 ottobre 1910             | Il fratello diventa sovrano     | 13 giugno 1920              | morte                                                  | Asdang Dejavudh, fratello                                         | Rama VI        |
| Asdang Dejavudh         | Principe Fratello            | Fratello                             | 13 giugno 1920              | Morte del fratello              | 9 febbraio 1924             | Morte                                                  | Chudadhuj Dharadilok, 1910–1923, fratello                         | Rama VI        |
| Asdang Dejavudh         | Principe Fratello            | Fratello                             | 13 giugno 1920              | Morte del fratello              | 9 febbraio 1924             | Morte                                                  | Varananda Dhavaj, 1923–24, nipote                                 | Rama VI        |
| Varananda Dhavaj        | Mom Chao                     | Nipote                               | 9 febbraio 1924             | Morte dello zio                 | 2 settembre 1924            | Omesso dal comando reale                               | Prajadhipok, zio                                                  | Rama VI        |
| Prajadhipok             | Principe Fratello            | Fratello                             | 2 settembre 1924            | Il principe viene omesso        | 25 Novembre 1925            | Morte del fratello, incoronazione come Rama VII        | Mahidol Adulyadej, fratellastro                                   | Rama VI        |
| Mahidol Adulyadej       | Prince Fratello              | Fratellastro                         | 25 novembre 1925            | Il fratellastro diventa sovrano | 24 settembre 1929           | Morte                                                  | Ananda Mahidol, figlio                                            | Rama VII       |
| Ananda Mahidol          | Phra Ong Chao (1927)         | Nipote (figlio di Mahidol Adulyadej) | 24 settembre 1929           | Morte del padre                 | 2 marzo 1935                | Abdicazione dello zio, viene incoronato come Rama VIII | Bhumibol Adulyadej, fratello                                      | Rama VII       |
| Bhumibol Adulyadej      | Principe Fratello            | Fratello                             | 2 marzo 1935                | Il fratello diventa sovrano     | 9 giugno 1946               | Il fratello muore, viene incoronato come Rama IX       | Paribatra Sukhumbhand, 1935–1944 zio                              | Rama VIII      |
| Bhumibol Adulyadej      | Principe Fratello            | Fratello                             | 2 marzo 1935                | Il fratello diventa sovrano     | 9 giugno 1946               | Il fratello muore, viene incoronato come Rama IX       | Chumbhotbongs Paribatra, 1944–1946 cugino                         | Rama VIII      |
| Chumbhotbongs Paribatra | Phra Ong Chao                | Cugino                               | 9 giugno 1946               | Il cugino diventa sovrano       | 28 luglio 1952              | Nasce il figlio del sovrano                            | Sukhumabhinanda, fratellastro                                     | Rama IX        |
| Vajiralongkorn          | Principe della Corona (1972) | Unico figlio maschio                 | 28 giugno 1952              | Nascita                         | 13 ottobre 2016             | Morte del padre, viene incoronato come Rama X          | Chumbhotbongs Paribatra, 1952–1959, primo cugino di secondo grado | Rama IX        |
| Vajiralongkorn          | Principe della Corona (1972) | Unico figlio maschio                 | 28 giugno 1952              | Nascita                         | 13 ottobre 2016             | Morte del padre, viene incoronato come Rama X          | Sukhumabhinanda, 1959–1974, primo cugino di secondo grado         | Rama IX        |
| Vajiralongkorn          | Principe della Corona (1972) | Unico figlio maschio                 | 28 giugno 1952              | Nascita                         | 13 ottobre 2016             | Morte del padre, viene incoronato come Rama X          | Sirindhorn, 1974–1978, sorella                                    | Rama IX        |
| Vajiralongkorn          | Principe della Corona (1972) | Unico figlio maschio                 | 28 giugno 1952              | Nascita                         | 13 ottobre 2016             | Morte del padre, viene incoronato come Rama X          | Bajrakitiyabha, 1978–1979, figlia                                 | Rama IX        |
| Vajiralongkorn          | Principe della Corona (1972) | Unico figlio maschio                 | 28 giugno 1952              | Nascita                         | 13 ottobre 2016             | Morte del padre, viene incoronato come Rama X          | Juthavachara, 1979–1997, primo figlio                             | Rama IX        |
| Vajiralongkorn          | Principe della Corona (1972) | Unico figlio maschio                 | 28 giugno 1952              | Nascita                         | 13 ottobre 2016             | Morte del padre, viene incoronato come Rama X          | Bajrakitiyabha, 1997–2005, figlia                                 | Rama IX        |
| Vajiralongkorn          | Principe della Corona (1972) | Unico figlio maschio                 | 28 giugno 1952              | Nascita                         | 13 ottobre 2016             | Morte del padre, viene incoronato come Rama X          | Dipangkorn Rasmijoti, 2005–oggi, figlio                           | Rama IX        |
| Dipangkorn Rasmijoti    | Phra Ong Chao                | Unico figlio legittimo               | 13 ottobre 2016             | Il padre diventa sovrano        | in carica                   | in carica                                              | Bajrakitiyabha, sorellastra                                       | Rama X         |